# Puerto de Rangaunu
El puerto de Rangaunu es un puerto poco profundo situado en el extremo norte de Nueva Zelanda. Está situado en la costa este, en la base de la península de Aupouri. Su nombre en maorí significa "sacar un banco de peces". Con una superficie de 115 kilómetros cuadrados, es el quinto puerto más grande de Nueva Zelanda.

## Historia
El puerto fue un lugar importante para el comercio de extracción de goma kauri a finales del siglo XIX y principios del XX.

## Geografía
La entrada del puerto es un canal de 2 kilómetros de ancho que conduce a la bahía de Rangaunu al norte. El lado oriental del puerto es un tómbolo de 4 kilómetros de ancho que lo separa de la bahía de Doubtless y conecta la península de Karikari, más montañosa, con el continente. El pequeño asentamiento de Rangiputa se encuentra en el lado oriental de la entrada del puerto, y Kaimaumau está situado en la orilla occidental a unos 5 kilómetros al suroeste de la entrada. Unahi, en la desembocadura del río Awanui, cuenta con un muelle y una planta de procesamiento de pescado que actualmente está cerrada.
Al oeste del puerto, al norte de Kaimaumau, se encuentra una extensa zona húmeda, el humedal de Kaimaumau, que incluye la reserva científica del pantano de Motutangi.
El puerto cuenta con extensas zonas de manglares, llanuras de arena de marea y zonas de hierba marina, además de varias islas pequeñas, con canales más profundos entre ellas.
Varios ríos desembocan en el puerto. En el sentido de las agujas del reloj, desde la entrada, son los siguientes
- Río Te Putaaraukai
- Río Mangatete
- Río Pairatahi
- Río Awanui
- Arroyo Waimanoni
- Arroyo Waipapakauri
- Arroyo Waiparera

## Ecología
El puerto de Rangaunu contiene aproximadamente el 15% del hábitat de manglares de Nueva Zelanda. Es un hábitat de importancia internacional para las aves zancudas migratorias, con 10.000 aves de aproximadamente 70 especies que utilizan el puerto en otoño. Entre las aves que anidan en la zona se encuentran los chorlitos de NZ, los ostreros variables, las gaviotas dorsinegras, las gaviotas de pico rojo, los charranes de frente blanca, los charranes del Caspio, los cormoranes negros, los cormoranes moñudos, los zancos blancos, las garzas cariblancas, los patos y los cisnes.
Delfines, orcas y ocasionalmente ballenas jorobadas visitan el puerto. Se sabe que otras especies de cetáceos, como los rorcuales de Bryde, los cachalotes, los calderones y las falsas orcas, llegan a la bahía de Rangaunu y a los alrededores de la península de Karikari, pero muy pocas ballenas aparecen en el puerto de Rangaunu. El entorno del puerto es un hábitat ideal para las ballenas francas australes, y el puerto de Rangaunu podría haber sido una zona de descanso/calentamiento para estas ballenas de la costa.
El puerto de Rangaunu alberga una población de tortugas marinas verdes que migran estacionalmente al agua del puerto con regularidad. Se han visto tiburones ballena en el puerto con una regularidad lenta pero creciente.